# Vibrația
Vibrația este un film românesc din 2012 regizat de Germain Kanda.

## Distribuție
Distribuția filmului este alcătuită din:
- George Costin — voce comentariu